# Annecy
Annecy (Savoyaards: Èneci) is een stad en gemeente, gelegen in het departement Haute-Savoie in het oosten van Frankrijk. De stad is tevens de hoofdstad van het departement, en telde op 1 januari 2022 131.272 inwoners die Annéciens worden genoemd.

## Geschiedenis
Er zijn sporen van een vissersdorp op paalwoningen in het Meer van Annecy gevonden die meer dan 5000 jaar oud zijn.

### Gallo-Romeinse tijd
De Gallische stam der Allobroges bewoonde het gebied. Zij werden in 121 v.Chr. overwonnen door de Romeinse consul Quintus Fabius Maximus. Er vestigden zich Romeinen in de streek en in de laatste helft van de 1e eeuw v.Chr. ontstond de vicus Boutae of Bautas. Dit was een kleine Gallo-Romeinse nederzetting met ongeveer 2000 inwoners, gelegen in de vlakte op een kruispunt van wegen. Er waren tempels, twee fora, een theater en een aquaduct. Rond 250 werd de stad voor een eerste keer geplunderd door Germanen. De gevluchte inwoners keerden maar deels terug. Een deel van de bevolking verspreidde zich over het omliggende platteland, zoals in Anniciaca (Annecy-le-Vieux). Deze plaats lag op een heuvel en was beter te verdedigen. Boutae kende een verdere neergang tot de 6e eeuw, toen de stad voor de zoveelste keer geplunderd en daarna definitief verlaten werd.

### Annecy en Genevois
In de 7e eeuw kende de stad een nieuwe start aan de oever van de Thiou. Ze ontwikkelde zich rond de kerk Saint-Maurice en een kasteel. De strijd tussen de graven en de bisschoppen van Genève werd beslecht in het voordeel van de laatsten. De graven van Genève weken uit naar Annecy en dit werd de hoofdstad van het graafschap Genève. De geschiedenis van de stad is in de periode tussen de 10e en 19e eeuw sterk beïnvloed door de ligging tussen Genève en Chambéry. Toen de graven van Genève uitstierven (1401), werd Annecy deel van het graafschap Savoye. In 1444 werd Annecy door de hertog van Savoye tot hoofdstad gemaakt van de regio die bestond uit de gebieden Genevois, Faucigny en Beaufortain. Met de opkomst van het calvinisme in 1535 werd de bisschopszetel van Genève naar Annecy verplaatst. Annecy werd onder bisschop Franciscus van Sales een centrum voor de contrareformatie. De bisschopszetel Annecy werd in 1801 opgeheven, maar in 1822 weer hersteld.

### Moderne tijd
Tijdens de Franse Revolutie werd Savoye door het Franse leger van generaal Anne Pierre de Montesquiou-Fezensac veroverd. Annecy werd deel van het departement Mont-Blanc dat als hoofdstad Chambéry had. De Franse revolutionairen werden aanvankelijk als bevrijders onthaald. Maar de gevoelens sloegen om door de antiklerikale maatregelen en de invoering van de dienstplicht. Na de nederlaag van Napoleon kwam Annecy weer in handen van het huis Savoye, maar in 1860 werd Savoye door het Verdrag van Turijn bij Frankrijk aangehecht. Annecy werd hoofdstad van het nieuwe departement Haute-Savoie.
Er kwam vanaf het begin van de 19e eeuw industrie in de stad. De waterkracht van de Thiou werd gebruikt door de eerste fabrieken en tijdens de Franse periode profiteerde de industrie van een nieuwe, grote afzetmarkt. In 1866 werd de stad aangesloten op het spoorwegnetwerk en in 1906 kwam er een elektriciteitsnetwerk dankzij een waterkrachtcentrale op de Fier. De industrie zorgde voor een groei van de bevolking, die werd gehuisvest in nieuwe wijken als Les Balmettes, Vovray en La Prairie. In de tweede helft van de 19e eeuw had ook het toerisme zich ontwikkeld.
In Annecy werd in 1949 de tweede ronde van de GATT-besprekingen gehouden. Vanaf de jaren 1970 ging een deel van de tewerkstelling in de industrie verloren. Op 1 januari 2017 werden de gemeenten Annecy-le-Vieux, Cran-Gevrier, Meythet, Pringy en Seynod opgeheven en opgenomen in de gemeente Annecy.
In de ochtend van 8 juni 2023 vond er in de Franse stad Annecy een mesaanval plaats in een speeltuin nabij het Meer van Annecy, waarbij zes mensen, waaronder vier kinderen, zwaargewond raakten. Een van de zwaargewonde slachtoffertjes had de Nederlandse nationaliteit. De dader, een Syrische vluchteling genaamd Abdalmasih H., werd gearresteerd. Hoewel er tijdens de aanval religieuze uitspraken werden gedaan, heeft de procureur geoordeeld dat het geen terreurdaad betreft.

## Geografie
Annecy ligt aan de noordoever van het Meer van Annecy, ruim 30 km ten noordoosten van Aix-les-Bains en 40 km ten zuiden van Genève. De stad ligt op 448 meter boven zeeniveau.

In de gemeente liggen de spoorwegstations Annecy en Pringy.
De oppervlakte van Annecy bedroeg op 1 januari 2022 66,93 vierkante kilometer; de bevolkingsdichtheid was toen 1.961,3 inwoners per km².
De onderstaande kaart toont de ligging van Annecy met de belangrijkste infrastructuur en aangrenzende gemeenten.

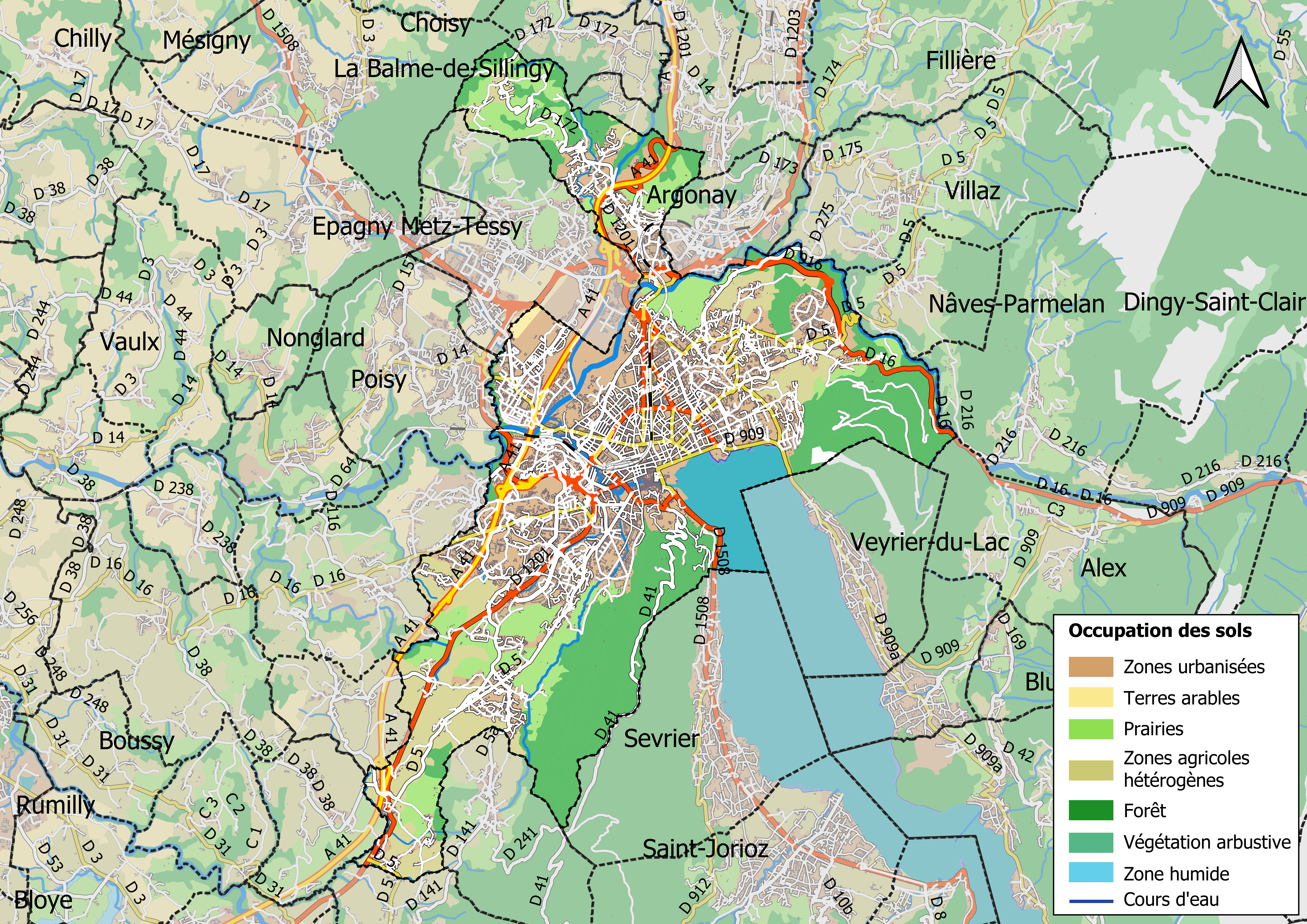

## Demografie
In 2017 overschreed de bevolking van Annecy de drempel van 120.000 door de fusie van Annecy met de omringende gemeenten.
Onderstaande figuur toont het verloop van het inwonertal.

## Cultuur
In Annecy worden twee jaarlijkse filmfestivals georganiseerd:
- het Festival international du film d'animation d'Annecy in juni
- het Festival du film italien d'Annecy in oktober

Daarnaast wordt elke twee jaar in maart een Spaans filmfestival georganiseerd.

## Sport
Annecy is de thuisbasis van voetbalclub Évian Thonon Gaillard FC. De club komt uit in de op een na hoogste afdeling, de Ligue 2.
Annecy is vijf keer etappeplaats geweest in de wielerkoers Ronde van Frankrijk. De laatste ritwinnaar in Annecy was Alberto Contador in 2009.

## Bezienswaardigheden

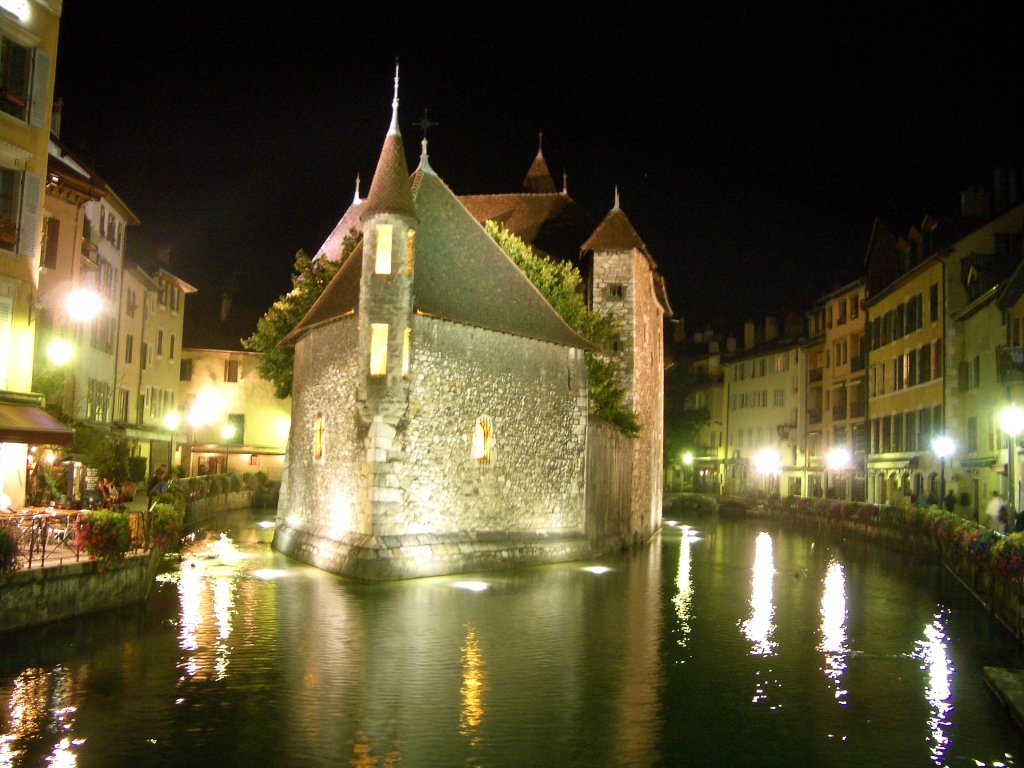
Palais de l'Isle - Paleis op het eiland (een voormalige gevangenis)

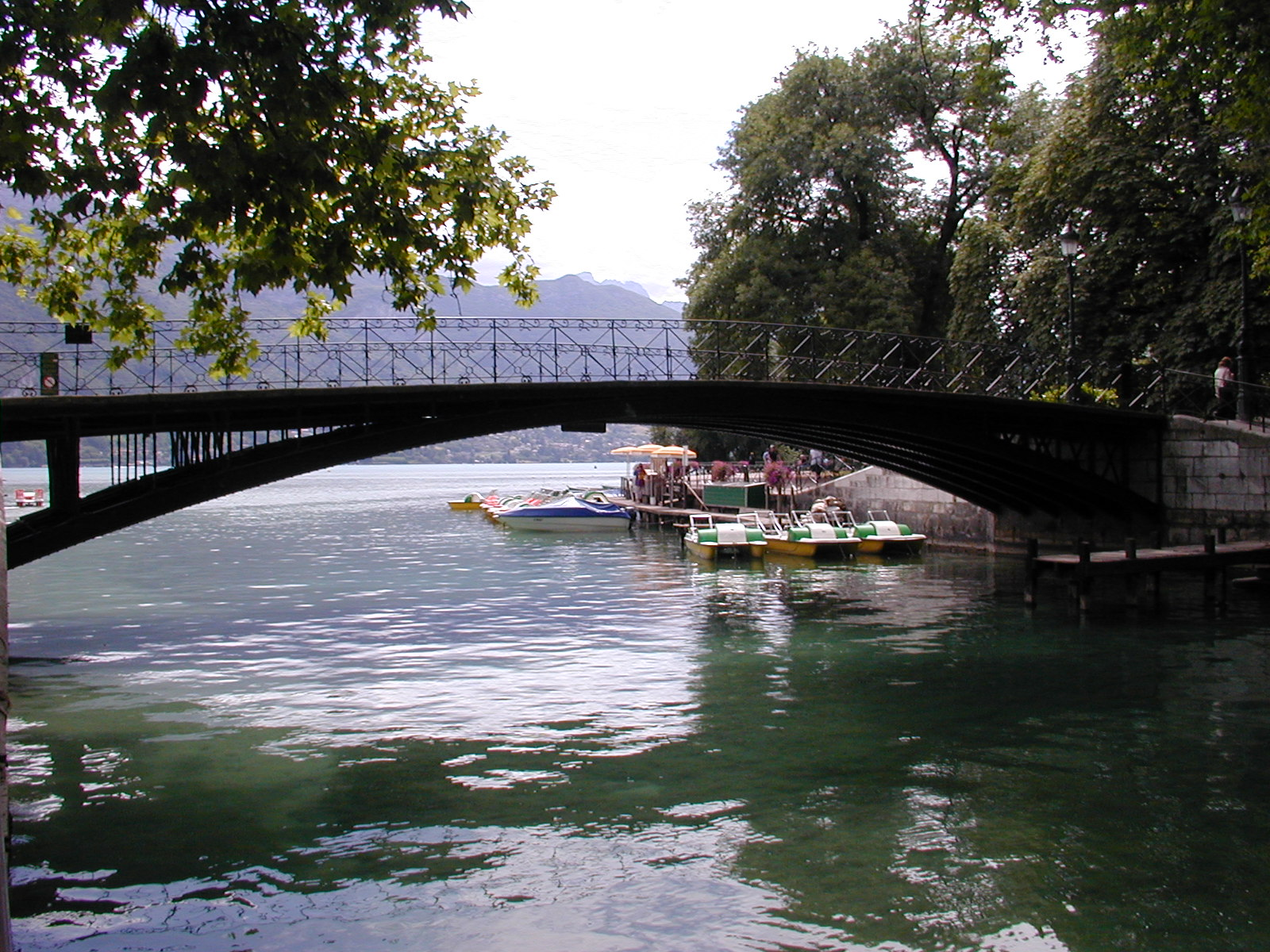
Pont des Amours (Brug van de liefdes)

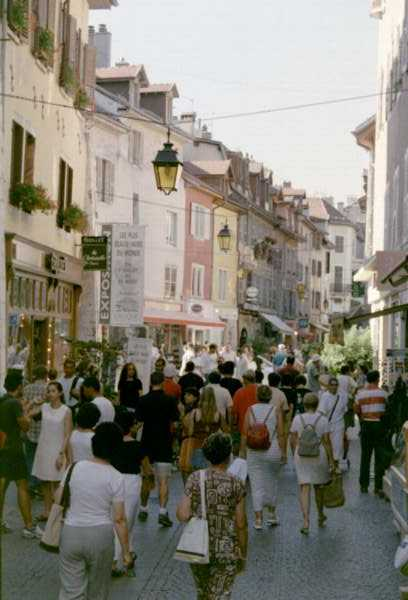
La rue Carnot

Annecy kreeg in 2004 het label Ville d’Art et d’Histoire. De stad telt diverse bezienswaardigheden en monumenten:
- Het palais de l'Isle is een gebouw uit de 12e eeuw. Dit symbool van de stad behoort tot de meest gefotografeerde monumenten in Frankrijk.
- Het château d'Annecy (Kasteel van Annecy) was het huis van de graven van Genève en de hertogen van Genevois-Nemours; tussen de 12e en de 16e eeuw een zijtak van het Huis Savoye. Tegenwoordig is het een museum en overheidsgebouw.
- De kathedraal Saint-Pierre, gebouwd in de 16e eeuw, bezit een groot aantal kunstvoorwerpen uit de 19e eeuw.
- De rue Sainte-Claire met zijn romantische bogen dateert uit de 17e en 18e eeuw.
- De rue royale, met de vele winkels, tuinen en de fontein van Saint Jean, is het middelpunt van de commerciële en politieke activiteiten in de stad.
- Het Musée de l'Histoire d'Annecy is gevestigd in het gebouw waar vroeger de munten van Genevois werden geslagen.
- De église Saint-Maurice is gebouwd in de gotische stijl van de 15e eeuw en herbergt enkele schilderijen uit de 15e en 16e eeuw.
- De Jardins de l'Europe d'Annecy dateren van 1863 (net na de annexatie van Savoye).
- De Pont des Amours (Brug van de liefdes) is een voorbeeld van ijzerarchitectuur uit de 20e eeuw.
- Het Impérial Palace uit 1913 met zijn openbare tuinen, strand en casino.
- De basilique de la Visitation uit de 20e eeuw, waar de graftombes van Franciscus van Sales en Jeanne de Chantal te vinden zijn.

## Bestuur
In 2017 kreeg Annecy het statuur van commune nouvelle. De aangehechte gemeenten Annecy-le-Vieux, Cran-Gevrier, Meythet, Pringy en Seynod kregen het statuut van commune déléguée, met elk een eigen maire-délégué. De gemeente wordt geleid door een burgemeester (maire) en 17 schepenen of wethouders (adjoints). In 2020 kreeg Annecy een groene burgemeester na zestig jaar centrumrechts bestuur.
In 2017 werd eveneens het gemeentelijk samenwerkingsverband Le Grand Annecy opgericht met Annecy als centrumstad. Dit was een samengaan van vijf intergemeentelijke samenwerkingsverbanden die 34 gemeenten en ongeveer 208.000 inwoners vertegenwoordigden.
Annecy is sinds 2020 de hoofdplaats van vier kantons:
- Kanton Annecy-1
- Kanton Annecy-2
- Kanton Annecy-3
- Kanton Annecy-4

## Onderwijs
Bekende onderwijsinstellingen in Annecy zijn:
- École Supérieure d'Ingénieurs d'Annecy
- Université de Savoie (met locaties in Annecy en Chambéry)

## Partnersteden
- Bayreuth (Duitsland)
- Cheltenham (Verenigd Koninkrijk)
- Liptovský Mikuláš (Slowakije)
- Vicenza (Italië)

## Bekende inwoners van Annecy

### Geboren
- André Dussollier (1946), acteur
- Véronique Jannot (1957), actrice en zangeres
- Jeannie Longo (1958), wielrenster en olympisch kampioen op de weg in 1996
- Franck Thilliez (1973), schrijver van politieromans en thrillers
- Frédérique Bel (1975), actrice
- Vincent Vittoz (1975), langlaufer
- David Poisson (1982-2017), alpineskiër
- Ivan Perrillat Boiteux (1985), langlaufer
- Jonathan Midol (1988), freestyleskiër
- Christophe Lemaitre (1990), sprinter (eerste blanke man die de 100 m binnen de tien seconden aflegde)
- Hugo Lapalus (1998), langlaufer
- Camille Berthollet (1999), violiste en celliste

### Overleden
- Eugène Sue (1804-1857), romanschrijver
- Cor van Stam (1920-1995), Nederlands verzetsstrijder en politicus